# Atlantis II
Atlantis II («Beyond Atlantis» за пределами Европы) — приключенческая компьютерная игра, разработанная компанией Cryo Interactive Entertainment и выпущенная Cryo Interactive Entertainment 15 декабря 1999 года. Игра названа по имени игры-предшественницы, «Atlantis: The Lost Tales».
Она является второй среди серии игр Atlantis, до неё была «Atlantis: The Lost Tales», а следом за ней вышли «Atlantis III: The New World», «Atlantis Evolution» и «The Secrets of Atlantis: The Sacred Legacy».

## Сюжет
В этой приключенческой игре Тэн, Носитель Света, пытается добраться до «Шамбалы», чтобы соединить Свет и Тьму воедино. Чтобы найти Шамбалу, он должен собрать части, которые составляют «дорогу в Шамбалу» из разных мест и периодов времени: Китай, Ирландия и Юкатан.

## Оценки
| Сводный рейтинг | Сводный рейтинг |
| Агрегатор       | Оценка          |
| --------------- | --------------- |
| GameRankings    | 64,91 %         |